# Nel paese delle meraviglie
Nel paese delle meraviglie (Babes in Toyland)  è un film comico del 1934 di Stanlio e Ollio, diretto da Gus Meins e Charley Rogers.
Il film si basa sull'operetta Babes in Toyland del 1903, musicata da Victor Herbert su libretto di Glen MacDonough. La stessa operetta ispirerà altri quattro film omonimi: nel 1954 Babes in Toyland, film tv di Max Liebman; nel 1961 Babes in Toyland di Jack Donohue; nel 1986 Babes in Toyland, film tv di Clive Donner interpretato da Drew Barrymore; infine nel 1997 il film di animazione Babes in Toyland di Toby Bluth, Charles Grosvenor e Paul Sabella.

## Trama
Stanlio e Ollio, due amici operai in una fabbrica di giocattoli nel paese fiabesco di Balocchia, alloggiano nella grande casa a forma di scarpa della signora Peep, un'anziana contadina vedova. La donna non ha più un soldo, perché ha donato tutto al marchese Barnaba, uomo avaro e cattivo, che minaccia di sfratto lei ed i suoi figli se la signora Peep non pagherà l'ipoteca che grava sulla casa. L'uomo potrebbe tornare sui suoi passi e rinunciare al pagamento solo se la bella Bo-Peep, figlia primogenita della vedova, lo sposerà, abbandonando di conseguenza il suo neo-fidanzato, il famoso musicista e cantante Tom-Tom Piper, figlio del pifferaio magico.
Ollio, venuto a conoscenza delle minacce di Barnaba, vorrebbe dare alla signora Peep tutti i suoi risparmi, ma Stanlio li ha già usati per comprarsi delle freccette. I due, comunque, promettono alla signora Peep di pagare, chiedendo un anticipo a Geppetto, il loro burbero datore di lavoro. Ma i due, quel giorno, arrivano al lavoro in ritardo, provocando una sfuriata del falegname; sempre lo stesso giorno, dopo aver sbagliato un'ordinazione di Babbo Natale, lo fanno nuovamente infuriare e ciò costa loro il licenziamento.
Tornati dunque a casa senza denaro, Stanlio ed Ollio progettano un piano per rubare il documento ipotecario a Barnaba: nascosto Ollio dentro una grande scatola di legno, questa viene recapitata da Stanlio alla villa di Barnaba facendola passare come un regalo di Natale, in modo che Ollio, al momento più opportuno, potesse sottrarre a Barnaba il documento nella notte. Ma Barnaba si accorge del tranello ed i due amici vengono denunciati al re Cole, sovrano di Balocchia. Il monarca condanna i due a ripetute immersioni in uno stagno con il conseguente esilio in Bobilandia, un paese al confine con Balocchia, dove tutti coloro che ci vanno non tornano più, perché popolato da lugubri creature che se li mangiano in un boccone. Bo-Peep prega Barnaba di far smettere la tortura nello stagno, accettando malvolentieri la sua proposta di matrimonio, con la clausola di distruggere anche l'atto che documenta l'ipoteca. Stanlio ed Ollio vengono così graziati, ma, per cancellare l'ipoteca e non far sposare Bo-Peep, escogitano un altro piano.
Alle nozze, la sposa si presenta velata di bianco per nascondere il volto. Finita la cerimonia, Barnaba consegna l'ormai nullo documento ad Ollio, che lo distrugge una volta per tutte. Solo allora, Ollio, per far baciare la sposa, alza il velo: la sposa si rivela essere Stanlio travestito. Finalmente il documento è distrutto legalmente e sua madre può vivere tranquilla nella propria casa, acconsentendo alle nozze della figlia con Tom-Tom.
Ma Barnaba, deciso a vendicarsi, rapisce Elmer, uno dei Tre Porcellini, senza farsi vedere dagli altri due e lo rinchiude nella sua cantina, mentre il suo valletto Tremotino nasconde alcune salsicce in casa di Tom-Tom, in modo che il ragazzo venga accusato di aver rapito ed ucciso il porcellino. Durante il processo, Stanlio ed Ollio, assaggiando alcune delle salsicce, si rendono conto che è carne di cavallo e non di maiale; così, sospettando di un possibile zampino di Barnaba, vanno a casa sua e ritrovano Elmer sano e salvo, che viene portato subito al cospetto del re come prova. Nel frattempo Tom-Tom è già stato esiliato in Bobilandia. Dimostrata la colpevolezza del perfido Barnaba, la popolazione e le guardie si gettano al suo inseguimento, ma lui, riparatosi in casa sua, riesce a fuggire dal retro, trovando riparo nel pozzo del suo giardino che, attraverso una condotta sotterranea, lo conduce in Bobilandia. La popolazione occupa la villa di Barnaba ed il re Cole offre una ricompensa di 50 000 denari per la sua cattura.
A Bobilandia giunge anche Bo-Peep e finalmente ritrova Tom-Tom. Felici ma stanchi, i due innamorati cadono addormentati. Li scopre così Barnaba che non si lascia sfuggire l'occasione per cercare di prendersi la ragazza. Destatasi dal sonno, Bo-Peep, al vederlo, urla dal terrore, svegliando Tom-Tom. Il giovane ingaggia una lotta con Barnaba, finendo per stenderlo a terra. La coppia scappa, inseguita da Barnaba, che allora diventa il capo delle creature di Bobilandia, per uccidere i due giovani. Cercando una via di fuga che li riporti a casa, Bo-Peep e Tom-Tom si imbattono in Stanlio ed Ollio che hanno scoperto la via segreta che porta al pozzo e, quindi, alla libertà, riuscendo ad evadere vivi da Bobilandia.
Però Barnaba non demorde e dichiara guerra a Balocchia: le sue zannute creature invadono il paese, gettando nel panico i suoi abitanti ed invadendo soprattutto la casa di Bo-Peep, per rapire lei ed uccidere sua madre ed i suoi fratellini. Ma saranno Stanlio ed Ollio ad avere l'idea per fermarli: dopo essersi rifugiati nel magazzino della fabbrica dove lavoravano, i due bombarderanno di freccette le losche creature, avvalendosi inoltre dell'aiuto di Topolino, che scaglierà dei petardi a bordo di un piccolo dirigibile; rendendosi conto di fare solo dei danni superficiali, prima Stanlio proporrà ad Ollio di caricare le freccette dentro un cannone, poi gli proporrà di azionare i 100 soldatoni di legno da loro stessi prodotti, spacciandoli per una vera e propria armata. I soldati di legno riescono a sedare le lugubri creature, cacciandole al di fuori dei cancelli di Balocchia, che cadono dentro un lago pieno di coccodrilli, i quali le sbranano e le uccidono, compreso Barnaba. Il colpo di grazia consisterà nel bombardare col cannone le ultime superstiti ai confini di Balocchia, ma disgraziatamente il cannone si ribalta in direzione di Ollio, che rimane con la schiena cosparsa di freccette.

## Versione ridotta
La versione britannica March of the Wooden Soldiers (La marcia dei soldatini di legno) è accorciata a 67 minuti rispetto ai 75 originali. Mancano le seguenti scene:
- L'introduzione cantata da Mamma Oca
- Gran parte del supplizio di Ollio mediante l'immersione in acqua
- La canzone cantata da Tom-Tom e Bo-Peep nella caverna degli uomini-bestia
- Gran parte dell'aggressione di Barnaba a Bo-Peep e il combattimento di questi con Tom-Tom.

Questa versione tagliata, in Italia è stata distribuita anche in vhs e DVD, col titolo "Stanlio e Ollio nel paese delle meraviglie", col doppiaggio Sordi-Zambuto.

## Produzione
Il film - la cui lavorazione iniziò a inizio agosto per finire nel tardo ottobre 1934 - fu prodotto da Hal Roach presso gli Hal Roach Studios.

## Distribuzione
Il copyright del film, richiesto dalla Metro-Goldwyn-Mayer Corp., fu registrato il 28 novembre 1934 con il numero LP5161.
Distribuito dalla MGM, il film uscì nelle sale cinematografiche USA il 14 dicembre 1934.

### Data di uscita
- USA Babes in Toyland o March of the Wooden Soldiers 14 dicembre 1934
- Austria Land des Lachens 1935
- Germania Abenteuer im Spielzeugland, Böse Buben im Wunderland o Rache ist süss  25 febbraio 1935
- Danimarca	14 ottobre 1935
- Portogallo Era uma Vez... Dois Valentes 17 febbraio 1936
- Germania Ovest Dick & Doof - Rache ist süß 13 gennaio 1961 (riedizione)

Alias
- Un jour une bergère - Belgio (versione doppiata) (titolo Francese) / Francia (versione doppiata)
- Flip i Flap w krainie cudów - Polonia
- Había una vez dos héroes - Spagna
- Hondros - Lignos - Oi 2 gafatzides - Grecia (titolo riedizione)
- Il était une bergère - Belgio (titolo Francese)
- Il villaggio incantato - Italia
- Kaksi kunnon kisälliä - Finlandia
- La marcha de los soldaditos de madera - Spagna (titolo DVD)
- Laurel & Hardy - Rache ist süß - Germania (titolo DVD)
- Leikkikaluarmeija - Finlandia
- Nel mondo delle meraviglie - Italia (versione doppiata)
- O hondros kai o Lignos stin paihnidoupoli - Grecia (titolo riedizione)
- Oi kallikantzaro - Grecia
- Stan és Pan - A Mosoly Országában - Ungheria
- Surullisen hahmon ritarit - Finlandia
- Träsoldaternas marsch - Svezia (titolo versione 16 mm)

In Italia il film è noto anche coi titoli Stanlio e Ollio nel paese delle meraviglie o Il villaggio incantato, nell'edizione del 1949 del doppiaggio Mauro Zambuto e Alberto Sordi. Tale doppiaggio 
ridulta integrale, eccetto la scena iniziale col canto di Mamma Oca. La prima edizione italiana del 1935 col doppiaggio di Carlo Cassola e Paolo Canali risulta perduta.